# Bernt Jakobson
Bernt Gösta Jakobson, född 18 november 1909 i Yxenhult, Kristianstads län, död 5 november 1993, var en svensk väg- och vattenbyggnadsingenjör. 
Jakobson, som var son till disponent Carl Jakobson och Thérese Gemmel, utexaminerades från tekniska gymnasiet i Örebro 1928, från Kungliga Tekniska högskolan 1933 och avlade reservofficersexamen 1931. Han blev kapten i Väg- och vattenbyggnadskåren 1941 och major där 1959. Han var ingenjör vid Vattenfallsstyrelsen och Väg- och vattenbyggnadsstyrelsen 1934–1943, vid Geotekniska institutet 1944–1956, chef för konsulterande avdelningen 1945, för forskningsavdelningen 1948, speciallärare i geoteknik vid Kungliga Tekniska högskolan 1948–1959 och överinspektör vid Väg- och vattenbyggnadsstyrelsen 1958–1970. Han var ordförande i statsverkets ingenjörsförbund 1947–1951, i Svenska Geotekniska Föreningen 1950–1963 och blev hedersledamot i sistnämnda förening 1970. Han var ledamot av styrelsen och arbetsutskottet i Stockholmshögern 1950–1955. Han skrev diverse avhandlingar och uppsatser i geoteknik.